# Zbór Kościoła Adwentystów Dnia Siódmego w Kaliszu
Zbór Kościoła Adwentystów Dnia Siódmego w Kaliszu – zbór adwentystyczny w Kaliszu, należący do okręgu wielkopolskiego diecezji zachodniej Kościoła Adwentystów Dnia Siódmego w RP.
Pastorem zboru jest kazn. Marcin Koronka, natomiast starszym – Sławomir Klimek. Nabożeństwa odbywają się w kaplicy przy ul. Asnyka 33 każdej soboty o godz. 9.30.